# Hillerse
Hillerse er en kommune i Landkreis Gifhorn i den tyske delstat Niedersachsen. Den ligger i den sydlige del af amtet (Samtgemeinde) Meinersen .

## Geografi
Hillerse ligger i udkanten af naturparken Südheide ved floden Oker.

### Inddeling
I Hillerse ligger landsbyerne:
- Hillerse (2.333)
- Volkse (234) (indb. pr. 2009)